# Asedio de Puerto Cabello (1813)
El Segundo asedio de Puerto Cabello (1813) fue un enfrentamiento militar librado entre las fuerzas de la Segunda República de Venezuela y del Imperio español, finalizando con la victoria de las segundas.

## Asedio
Tras la Campaña Admirable, Simón Bolívar entró en Caracas el 6 de agosto de 1813. Inmediatamente se preocupó de acabar con todos los enclaves realistas en la costa para que toda expedición española no encontrara una cabeza de playa. El punto más importante era la plaza fortificada de Puerto Cabello. El sitio comenzó el 26 de agosto bajo las órdenes de Bolívar y Rafael Urdaneta. Sin embargo, Bolívar había cometido un error, en lugar de avanzar sobre Caracas muchos de sus partidarios y opositores consideraron que debió marchar contra Puerto Cabello, refugio de los dirigentes realistas, y acabarlos de un solo golpe. Cuanto finalmente lo haga se encontrara con la defensa del coronel vizcaíno Antonio Zuazola, a quien capturara y colgara en el Fortín Solano.
El 31 de agosto una escuadrilla patriota intenta asaltar el puerto pero fracasa. Todo cambia el 13 de septiembre, el coronel Carlos Miguel Salomón llegó a La Guaira con 1.300 soldados del regimiento de Granada y varios buques de guerra. Desconociendo que Caracas estaba en manos de patriotas fue recibido por José Félix Ribas disfrazado de realista y casi capturado. Logró escapar y desembarcar en Puerto Cabello al día siguiente. Bolívar decidió levantar el asedio el 17 de septiembre para atraer a Salomón a librar una batalla campal, abandonando la seguridad de su fortaleza. Por aquel entonces, las fuerzas realistas aumentaban su poder considerablemente pero estaban dispersas en sus baluartes, permitiendo batirlas por separado. El general José Ceballos salía de Coro hacia Barquisimeto con 1.300 locales, Salomón pretendía tomar Valencia con 1.200 efectivos, el coronel José Tomás Boves reunía 2.000 jinetes llaneros en el Guárico y el coronel José Antonio Yáñez concentraba 2.500 jinetes en Apure. Efectivamente, el coronel realista cayó en la trampa y fue derrotado en Vigirima. Al año siguiente se inició un nuevo Asedio, que también terminó con una victoria realista.